# База Дрофа
База Дрофа́ (рос. База Дрофа) — село у складі району імені Лазо Хабаровського краю, Росія. Входить до складу Хорського міського поселення.

## Населення
Населення — 553 особи (2010; 640 у 2002).
Національний склад (станом на 2002 рік):
- росіяни — 96 %